# Список останков неандертальцев
Список останков неандертальцев.

## Некоторые неандертальцы Европы
В Европе были найдены останки более 300 неандертальцев. Это список наиболее примечательных из них.
|  | Имя                  | Возраст (тыс. лет) | Объём черепа (см3) | Год обнаруженния | Страна     | Обнаружил                            | Текущее расположение                          |
|  | -------------------- | ------------------ | ------------------ | ---------------- | ---------- | ------------------------------------ | --------------------------------------------- |
|  | Саккопасторе 1       | 250                | 1200               | 1929 год         | Италия     |                                      | Музей антропологии имени Джузеппе Серджи, Рим |
|  | Саккопасторе 2       | 250                | 1300               | 1935 год         | Италия     | Альберто Блан и Анри Брёйль          | Музей антропологии имени Джузеппе Серджи, Рим |
|  | Апидима 2            | 170                | 1290               | 1978             | Греция     | Теодор Пициос                        |                                               |
|  | Человек из Альтамуры | 170                | 1190               | 1993 год         | Италия     |                                      |                                               |
|  | Эрингсдорф           | 150-120            | 1450               | 1908-1925 гг.    | Германия   |                                      | Археологический ландшафтный музей Тюрингена   |
|  | Крейн                | 100-40             | (неполный череп)   | 2001 г.          | Нидерланды | Люк Антонис                          | Музей древностей, Лейден                      |
|  | Ля Феррасси 1        | 70-50              | 1641               | 1909 год         | Франция    | Луи Капитан и Дени Пейрони           | Музей человека, Париж                         |
|  | Ла-Шапель-о-Сен 1    | 60                 | 1600               | 1908 год         | Франция    | Л. Бардон, А. Буиссони и Ж. Буиссони |                                               |
|  | Гибралтар 1          | 40                 | 1200               | 1848 г.          | Гибралтар  | Эдмунд Флинт                         | Музей естественной истории, Лондон            |
|  | Неандерталь 1        | 40                 | 1452               | 1856 г.          | Германия   | Кляйне Фельдхофер Гротте             | Рейнский региональный музей, Бонн             |
|  | Энгис 2              | Не определён       | ? (ребёнок)        | 1829 г.          | Бельгия    | Филипп-Шарль Шмерлинг                | Льежский университет                          |
|  | Гибралтар 2          | Не определён       | ? (ребёнок)        | 1926 год         | Гибралтар  | Дороти Гаррод                        | Музей естественной истории, Лондон            |

## Неандертальцы Юго-Западной Азии
Это практически полный список неандертальцев Юго-Западной Азии по состоянию на 2017 год.
| Страна    | Расположение | Основные находки неандертальцев | НКО       | Возраст (тыс. лет)                      | Первичное описание | Примечания |
| --------- | ------------ | --- | --------- | --------------------------------------- | --- | --- |
| Турция    | Караин       | Четыре зуба | 1         | Не определён                            | Сенюрек (1949) Ялчинкая (1988) | |
| Ливан     | Ксар Акил    | K2: зубы и часть верхней челюсти | 1         | Не определён                            | Юинг (1963) | Юинг потерял этот образец при передаче материалов Ксара Акила из Бостонского колледжа в Университет Фордхэма |
| Ливан     | Эль Маслух   | Второй верхний моляр | (1)       | Не определён                            | ? | Принадлежность к неандертальцам является стратиграфической, а не морфологической |
| Израиль   | Кебара       | КМХ1: 7-9 мес. старый частичный скель. KMH2: посткраниальный взрослый ♂ KMH3: молочный зуб (m1-r) KMH4: 9 молочных зубов, зачаток 1 постоянного зуба (i1-r, i1-l, m1-r, i2-r, нижние c-r и c-l, m1-r, m1-l, m2-r, M1) KMH5: часть хряща детской нижней челюсти, без зубов KMH6: правая часть верхней челюсти с зубами M1 и M2 KMH7: молочный зуб (m?-r) KMH8: молочный зуб (m2-l) KMH9: кость стопы (4-я правая плюсна) KMH10: кость стопы (ногтевая фаланга большого пальца стопы) KMH11: часть правой ключицы KMH12: молочный зуб (m?-r) KMH13: зачаток молочного зуба (m1-l) KMH14: зуб (M2-l) KMH15: молочный зуб (m1-r) KMH16: молочный зуб (left i1) KMH17: часть ключицы (KMH18: часть нижней челюсти с зубом [M2-r]) (KMH19: раздробленная зубная эмаль [M?-r]) (KMH20: часть теменной кости) (KMH21: зачаток зуба [M1-l]) (KMH22: молочный зуб [верхний c-l]) (KMH23: молочный зуб [i2-r]) KMH24: зуб (M3-l) (KMH25: зачатки 3х молочных зубов [верхние c-l, m1, m2]) (KMH26: зачаток зуба [i2-r]) KMH27: зуб (I2) KMH28: зуб (I2) (KMH29: молочный зуб [i2-l]) KMH30: молочный зуб (m1) (KMH31: зуб [нижний c]) | 21 + (10) | 64-59                                   | KMH1: Смит и др. (1977) KMH2: Аренсбург и др. (1985) KMH5-17, 24-31: Тилье и др. (2003)                                                                                        | Принадлежность к неандертальцам неясна в KMH18-23, 25, 29 и 31 |
| Палестина | Шукба        | S-D1: части зубов и черепа | 1         | Не определён                            | Кейт (1931) | |
| Палестина | Табун        | T C1: почти взрослая особь ♀ T C2: нижняя челюсть с зубами без I1 (♂) T E1: средняя часть правой бедренной кости (♂?) T E2: зуб (M1 или M2, ♀?) T C3: средняя часть правой бедренной кости (♀) T C4: часть правой лучевой кости (♀) T C5: правая крючковидная кость T C6: правая гороховидная кость T C7: ногтевая фаланга большого пальца T B1: верхняя челюсть ребёнка 10-11 лет (♂?) с I2-r, M2-r T BC2: четыре зуба (I2-l, M1-l, P3-r, M1-r) T B3: один зуб (I2-r) T B4: четыре зуба (I1-l, I2-l, M1-l, M3-r) T B5: два зуба (M2-l, M2-r) T BC6: два зуба (I1-l, M2-l) | 15        | ≈170-90                                 | Маккаун (1936) Маккаун и Кейт (1939) | T C1: принадлежность к неандертальцам не является общепринятой По состоянию на 1975 год местонахождение T BC2, B3 и BC6 неизвестно                                                                                                  |
| Израиль   | Эйн Кашиш    | (EQH-2: третий моляр) EQH-3: нижние конечности | 1 + (1)   | 70-60                                   | Бин и др. (2017) | Эти останки, обнаруженные в 2013 году, были первыми останками неандертальцев в Юго-Западной Азии, найденными вне пещеры EQH-2: 70 % вероятность принадлежности к неандертальцам                                                     |
| Израиль   | Шовах        | (Зуб, М(3)-l или М?-r) | (1)       | Не определён                            | С. Бинфорд (1966) Тринкаус (1987) | «[A] Хотя в пределах вариаций архаичного и современного человека, эта сложная окклюзионная морфология может предполагать, что она, скорее всего, произошла от неандертальца, чем от раннего современного человека». (Тринкаус 1987) |
| Израиль   | Амуд         | A1: полный скелет взрослого человека ♂ A2: часть верхней челюсти A7: частичный скелет 10-месячного ребёнка | 3         | 61-53                                   | A1: Сузуки и др. (1970) A7: Рак и др. (1994) | |
| Сирия     | Дедерие      | D1: полный скелет 19-30-месячного ребёнка D2: полный скелет 21-30-месячного ребёнка | 17        | Не определён                            | D1: Акадзава и др. (1993) D2: Акадзава и др. (1999) | |
| Ирак      | Шанидар      | S1: частичный скелет ♂ S2: раздробленный скелет ♂ S3: скелет без черепа ♂ S4: частичный скелет (♂) S5: частичный скелет (♂) S6: частичный скелет (♀) S7: раздробленный скелет ребёнка 6-9-месяцев S8: части скелета (♀) S9: позвонки ребёнка 6-12 месяцев S10: скелет ребёнка 17-25 месяцев S11: останки взрослого неандертальца S12: останки взрослого неандертальца SZ: череп, верхняя часть грудной клетки, обе руки | 13        | S2, S4: > 100 S1, S3, S5-S10: 60 SZ: 70 | S1: Стюарт (1959) S2: Стюарт (1961) S3: Солецки (1960) S4, S6, S8: Стюарт (1963) S5: Тринкаус (1977); Померой и др. (2017) S7: Сеньюрек (1957) S9: ? S10: Каугилл и др. (2007) | Принадлежность Шанидаров 2 и 4 к неандертальцам иногда оспаривается Все, кроме Шанидара 3, 10, 11, 12, Z и фрагментов S5, раскопанных в 2015—2016 годах, возможно, были уничтожены во время вторжения в Ирак в 2003 году            |
| Иран      | Бава Яван    | Нижний левый молочный клык | 1         | ~43,6-~ 41,5                            | Хейдари-Гуран и др. (2021) | |
| Иран      | Везме        | Правый премоляр верхней челюсти | 1         | 70-40                                   | Занолли и др. (2019) | |
| Иран      | Бисотун      | Средняя часть лучевой кости | 1         | Не определён                            | Тринкаус и Биглари (2006) | |
| Всего     |              | | 71 + (13) |                                         | | |

## Неандертальцы Центральной и Северной Азии
Среднеазиатские неандертальцы были обнаружены в Узбекистане, а североазиатские — в Сибири.
| Страна          | Расположение       | Основные находки неандертальцев | НКО | Геологический возраст (тыс. лет) | Первичное описания                  | Примечания |
| --------------- | ------------------ | --- | --- | -------------------------------- | ----------------------------------- | --- |
| Узбекистан      | Оби-Рахмат         | Часть черепа и зубы подростка | 1   | 74                               | Гланц и др. (2008)                  | |
| Узбекистан      | Тешик-Таш          | Скелет ребёнка 8-11 лет | 1   | —                                | Окладников (1949)                   | |
| Россия (Сибирь) | Чагырская пещера   | Чагырская 6: часть нижней челюсти Чагырская 8: фаланга пальца Чагырская G: молочный зуб (Чагырская 19) и два постоянных зуба (Чагырская 13 и Чагырская 63) неандертальского мальчика 9-15 лет Мужская локтевая кость | 4   | 40—45                            | (Описано в «Виоле» в 2012 г.)       | |
| Россия (Сибирь) | Пещера Окладникова | Окладникова 2: плечевая и бедренная кости подростка | 1   | 30—38                            | (Описано в «Краузе» и др., 2007 г.) | Взята мтДНК |
| Россия (Сибирь) | Денисова пещера    | Алтай (Денисова 5): фаланга пальца женщины Денни (Денисова 11): фрагмент кости | 2   | 50 90                            | Медникова (2011) Браун и др. (2016) | Алтай: полное секвенирование генома Денни: взят образец мтДНК. Её матерью была неандерталка, а отцом — денисовец |
| Всего           |                    | | 9   |                                  |                                     | |